# 韦勒罗莱贝尔瓦
韦勒罗莱贝尔瓦（法語：Vellerot-lès-Belvoir，法語發音：[vɛlʁo lɛ bɛlvwaʁ]，意为“贝尔瓦附近的韦勒罗”）是法国杜省的一个市镇，属于蒙贝利亚尔区。

## 地理
韦勒罗莱贝尔瓦（47°21'1"N, 6°36'5"E）面积6.04 平方千米，位于法国勃艮第-弗朗什-孔泰大區杜省，该省份为法国东部内陆省份，北起上索恩省，西接汝拉省，东部及东南部与瑞士接壤，东北部与贝尔福地区省接壤。
与韦勒罗莱贝尔瓦接壤的市镇（或旧市镇、城区）包括：昂特伊、贝尔瓦、奥尔沃、拉翁、维莱贝尔瓦。

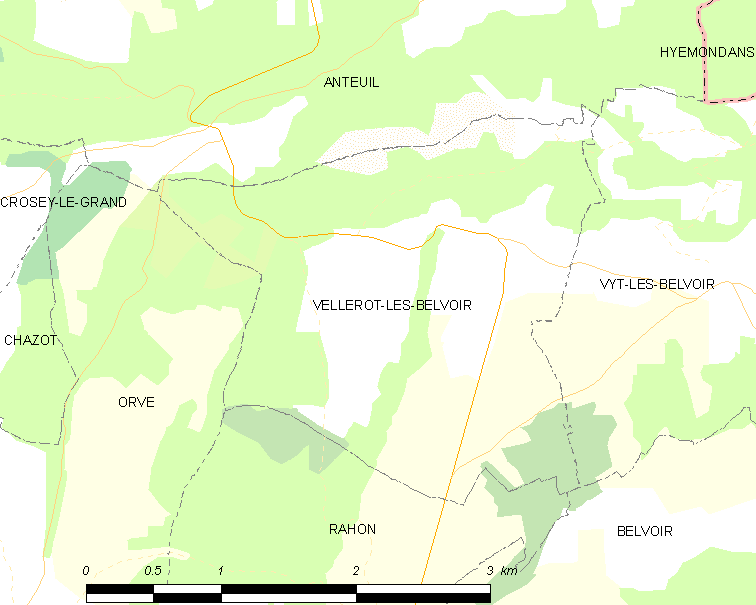
韦勒罗莱贝尔瓦的OSM定位图

韦勒罗莱贝尔瓦的时区为UTC+01:00、UTC+02:00（夏令时）。

## 行政
韦勒罗莱贝尔瓦的邮政编码为25430，INSEE市镇编码为25595。

## 政治
韦勒罗莱贝尔瓦所属的省级选区为巴旺县。

## 人口

1962-2008年间韦勒罗莱贝尔瓦人口变化图示

韦勒罗莱贝尔瓦于2022年1月1日时的人口数量为95人。